# Volodymyr Saljuk
Volodymyr Volodymyrovyč Saljuk (in ucraino Володимир Володимирович Салюк?; Odessa, 25 giugno 2001) è un calciatore ucraino, difensore del Metalist 1925.

## Carriera

### Club
Saljuk è cresciuto nel settore giovanile del Čornomorec' dove ha militato dal 2015 al 2016. Successivamente ha giocato nel Balkany Zorja per due stagioni in Druha Liha per poi fare ritorno al club di Odessa nel 2022.
Il 23 agosto 2022 ha esordito in Prem"jer-liha contro il Veres Rivne. Divenuto in breve tempo titolare, ha realizzato la sua prima rete nella prima divisione il 2 aprile 2023 contro lo Šachtar.

### Nazionale
Il 20 giugno 2023 è stato incluso nella lista dei convocati per l'Europeo Under-21.

## Statistiche

### Presenze e reti nei club
Statistiche aggiornate al 19 giugno 2023.
| Stagione             | Squadra              | Campionato           | Campionato | Campionato | Coppe nazionali | Coppe nazionali | Coppe nazionali | Coppe continentali | Coppe continentali | Coppe continentali | Altre coppe | Altre coppe | Altre coppe | Totale | Totale | Totale |
| Stagione             | Squadra              | Comp                 | Pres       | Reti       | Comp            | Pres            | Reti            | Comp               | Pres               | Reti               | Comp        | Pres        | Reti        | Pres   | Reti   |        |
| -------------------- | -------------------- | -------------------- | ---------- | ---------- | --------------- | --------------- | --------------- | ------------------ | ------------------ | ------------------ | ----------- | ----------- | ----------- | ------ | ------ | ------ |
| 2020-2021            | Balkany Zorja        | 2L                   | 12         | 0          | CU              | 0               | 0               |                    | -                  | -                  |             | -           | -           | 12     | 0      |        |
| 2021-2022            | Balkany Zorja        | 2L                   | 18         | 2          | CU              | 1               | 0               |                    | -                  | -                  |             | -           | -           | 19     | 2      |        |
| Totale Balkany Zorja | Totale Balkany Zorja | Totale Balkany Zorja | 30         | 2          |                 | 1               | 0               |                    | -                  | -                  |             | -           | -           | 31     | 2      |        |
| 2022-2023            | Čornomorec'          | PL                   | 27         | 2          |                 | -               | -               |                    | -                  | -                  |             | -           | -           | 27     | 2      |        |
| Totale carriera      | Totale carriera      | Totale carriera      | 57         | 4          |                 | 1               | 0               |                    | -                  | -                  |             | -           | -           | 58     | 4      |        |